# Набережне (Кременчуцький район)
Набережне́ — село в Україні, у Глобинській міській громаді Кременчуцького району Полтавської області. Населення села на 1 січня 2010 року становить — 127 осіб. День села 19 серпня

## Географія
Село розташоване на правом бережу річки Сухий Кагамлик за 28 км від райцентру Кременчук, вище за течією примикає село Бабичівка, нижче за течією на відстані 1,5 км розташовано село Погреби. На річці велика запруда. Поруч проходить автомобільна дорога Т 1716.
Площа населеного пункту — 97,3 га.

## Історія
Село існувало вже у XVII столітті.
У Національній книзі пам'яті жертв Голодомору 1932—1933 років в Україні вказано, що 10 жителів села загинули від голоду.
У 2005 році село газифікували.
12 червня 2020 року, відповідно до розпорядження Кабінету Міністрів України № 721-р «Про визначення адміністративних центрів та затвердження територій територіальних громад Полтавської області», село увійшло до складу Глобинської міської громади.
19 липня 2020 року, в результаті адміністративно - територіальної реформи та ліквідації Глобинського району, село увійшло до складу новоутвореного Кременчуцького району.

## Населення
Населення села на 1 січня 2011 року становить 127 осіб.
- 2001 — 140
- 2010 — 127

### Мова
Розподіл населення за рідною мовою за даними перепису 2001 року:
| Мова            | Кількість | Відсоток |
| --------------- | --------- | -------- |
| українська      | 125       | 89.29%   |
| російська       | 13        | 9.29%    |
| білоруська      | 1         | 0.71%    |
| інші/не вказали | 1         | 0.71%    |
| Усього          | 140       | 100%     |

## Інфраструктура
Село газифіковане.